# 寺島尚正 ラジオパンチ!
寺島尚正 ラジオパンチ!（てらしまなおまさ ラジオパンチ）は2005年4月4日から2010年10月1日まで文化放送で放送されたラジオ番組である。パーソナリティは寺島尚正（文化放送アナウンサー）。

## 概要
毎回最新のニュースをテーマに取り上げ、様々な情報に精通した日替わりの女性コメンテーターを迎えてトークを放送した。
衆議院議員の田中眞紀子が初の番組レギュラー出演となった。
また、メインのニュースをテーマにしたトークコーナー以外にも生活に役立つ情報を紹介するコーナーや、最新の交通情報、天気予報なども挟んでいた。
2009年5月1日の放送で、放送回数が1000回を達成した。

## 日替わりコメンテーター
番組終了時
- 月曜：荻原博子（経済ジャーナリスト、2007年4月〜）
- 火曜：山田美保子（コラムニスト、放送作家）、辛酸なめ子（コラムニスト、漫画家）※隔週交代で担当
- 水曜：おおたわ史絵（内科医）※2005年4月〜2008年9月までは、木曜担当、石渡真維（弁護士） ※隔週交代で担当
- 木曜：中瀬ゆかり（週刊新潮編集委員）※2005年4月〜5月は、火曜担当。2005年6月〜2008年9月までは、金曜担当
- 金曜：週代わり ※一時期、スペシャルゲストを呼んでいたこともあった。

## サブレギュラーコメンテーター
- ジャガー横田（女子プロレスラー、タレント）
- 岩井志麻子（小説家）
- 椿姫彩菜（タレント、モデル）
- 倉田真由美（漫画家、コラムニスト）
- 島崎和歌子（タレント、女優）
- マツコ・デラックス（コラムニスト）

### 過去のコメンテーター
- 月曜：紺谷典子（国民新党副代表兼政策委員長・エコノミスト、〜2005年8月）
- 月曜：中林美恵子（跡見学園女子大学助教授・元アメリカ合衆国上院予算委員会補佐官、2005年9月〜2007年3月）
- 火曜：白石真澄（関西大学教授、2005年7月〜2008年9月）
- 水曜：田中真紀子（衆議院議員、〜2005年7月、2006年4月〜7月）
- 水曜：草薙厚子（ジャーナリスト、2005年7月〜2006年3月）
- 水曜：福島みずほ（社民党党首・弁護士、2006年7月〜2008年9月）
- 金曜：平野文（声優・エッセイスト、〜2005年7月）

## レポーター
- Wコロン
- パール
- 阿佐ヶ谷姉妹
- 麦芽

## 放送時間
- 毎週月〜金曜 11:30 - 13:00

（開始〜2006年3月は12:00 - 12:57、2006年4月〜2007年3月は11:30 - 12:57）

### ピンチヒッター
水谷加奈（文化放送アナウンサー）2007年09月10日・11日・14日 番組名は「水谷加奈 ラジオパンチ!」2008年10月27日・31日（アシスタントとして）
遠藤里沙（文化放送アナウンサー（当時）） 2007年9月12日・13日 番組名は「遠藤里沙 ラジオパンチ!」2008年10月28日・29日・30日（アシスタントとして）
濱本りか（文化放送アナウンサー（当時）） 2009年9月30日、10月1日
2008年度のピンチヒッター
Wコロン／荻原博子／水谷加奈 2008年10月27日 番組名は「Wコロン ラジオパンチ!」
ハイキングウォーキング／遠藤里沙 2008年10月28日 番組名は「ハイキングウォーキング ラジオパンチ!」
ライセンス／遠藤里沙 2008年10月29日 番組名は「ライセンス ラジオパンチ!」　
はなわ／遠藤里沙 2008年10月30日 番組名は「はなわ ラジオパンチ!」
小島よしお／水谷加奈 2008年10月31日 番組名は「小島よしお ラジオパンチ!」
2008年10月27日〜10月31日のジングルは、各ピンチヒッターのナレーション。
2008年10月27日〜10月31日（28日を除く）に、後番組「大竹まこと ゴールデンラジオ!」のパーソナリティの大竹まことが、突然スタジオに乱入し、後に各ピンチヒッターが、番組終了後に「ゴールデンラジオ」のオープニングに乱入した。
2009年度のピンチヒッター
水谷加奈／荻原博子／Wコロン 2009年09月28日　
水谷加奈／椿姫彩菜／Wコロン 2009年09月29日　
濱本りか／石渡真維／本村健太郎 2009年09月30日　
濱本りか／Wコロン 2009年10月01日
水谷加奈／ジャガー横田／木下博勝 2009年10月02日

### スペシャルウィーク企画
- 番組でのリスナーへの企画商品として、以下の商品が過去に販売されている。
  - 『寺ちゃん米』
  - 『ラジオパンチらーめん』（醤油とんこつ味）
  - 『ラジオパンチまんじゅう』

### テーマ曲
- オープニング

オリジナル
- エンディング

ngoma party（ヌゥゴマ・パーティ） - 渡辺貞夫

### ジングルについて
- 番組内のジングルで、コメディアンで俳優の財津一郎が出演している。セリフは何種類かある。
  - 「寺島尚正 ラジオパンチ!! 文化放送、聴いてチョウダイ!!」（スペシャルウイーク期間中のみ）
  - 「世の中きびしぃ〜! 文化放送・寺島尚正 ラジオパンチ!」（同上）
  - 「文化放送・寺島尚正 ラジオパンチ!! 楽しんでチョウダイ!!」（上記期間以外）

## コーナー

### いきなりパンチ
日替わりコメンテーターが、特に気になった出来事を取り上げ、話をする。
また、時々リスナーから寄せられた質問やお便りに、日替わりコメンテーターが答える事もある。
金曜のみ、このコーナーの収録風景が公式サイトにて動画配信されている。

### 11時台の天気予報
清水克彦プロデューサーのアイデアで、日替わりコメンテーターが、天気予報を読み上げる。
田中真紀子やピンチヒッターで出演した民主党の鳩山由紀夫（当時幹事長）も読んだことがあった。

### ミニレポート
12時台最初に送る約3分間の外中継で、今、話題の場所や店から、おすすめの商品やメニューを紹介する。
水谷加奈（月・火・金）と石川真紀（水、木）が担当。

### ニュースパンチ
12:04頃 - 12:10頃にかけて、放送されているストレートニュースで、その日の最新のニュースをいち早く伝える。
西日本放送（『ミュージック イン ランチボックス』に内包。正午のローカルニュースの後に接続）、宮崎放送でもネットされている。かつては「NEWS NOW」と呼ばれ、大分放送にも2008年3月までネットされていた。
- 担当アナウンサー
  - 月曜：石川真紀
  - 火曜：鈴木純子
  - 水曜：伊藤佳子
  - 木曜：水谷加奈
  - 金曜：吉田涙子

### コラムパンチ
毎日、一つのニュースをピックアップし、日替わりコメンテーターたちが、様々語る。

### 聞き耳パンチ
その日によって、コーナーの内容が変化する場合がある。
- ゲストコーナー

多方面で活躍する人々をゲストに迎え、様々な話を聞く。
芸能人やタレントが登場する事もあるが、主に一般企業の社員が登場することが多い。
- 中継コーナー

お笑いコンビのWコロンと麦芽（2009年12月まで阿佐ヶ谷姉妹、2009年3月までパール）が交代で担当。得する生活情報を紹介する。
中継コーナーがある場合、正午の時報前にレポーターが中継先からミニレポートを入れる事がある。
番組開始から2006年3月まで、毎月最終火曜にこの番組内であんしん財団提供の「あんしん財団 がんばれ町の商店街」というWコロンがあんしん財団加盟の商店街から中継を行うコーナーが放送されており、当初はこれが番組内唯一の中継コーナーだった。2006年4月より正式に登場。
なお、この番組のレポーターをコーナースタート当初から番組末期まで担当したWコロンはその後、お笑いタレントとしてブレイクした。
2007年頃までは、ゲストコーナーの日は「生活に役立つ情報や楽しい話題をお届けする聞き耳パンチ」、中継コーナーの日は「生活に役立つ井戸端会議にも使える聞き耳パンチ」と寺島がコーナー名を紹介していたが現在は省略されている。
また、ゲストコーナー時には一般企業の社員が多く出演していた為かゲストからのリクエスト曲をかけながらコーナーを締めるのが慣例となっていたが、これも2007年いっぱいで廃止された。

### 首都圏パンチ
関東1都4県（東京、千葉、埼玉、神奈川）の地域情報及び交通情報。

### 今週の推薦曲
文化放送が選んだ「文化放送・今週の推薦曲」の中から、1曲をワンコーラスのみ流す。本番組はお年寄りや中高年層のリスナーが多かったこともあり、このコーナー内では主に演歌がよく流れた。但し一時期、今週の推薦曲に演歌が選ばれなかった週があった為に演歌以外の曲を流していた事もある。
また2008年以降、月に1回のペースで演歌歌手を聞き耳パンチのコーナーにゲストで呼ぶようになる。特に新人の演歌歌手は自身の宣伝の為、この番組に頻繁に登場するようになり、これ以降はこのコーナー内のみならず、本番組内で流れる曲がすべて演歌に限定される傾向が続いた。
ちなみに後番組「くにまるジャパン」でも、12時台の「ラジオに出たい人いらっしゃい」のコーナーでこの流れが受け継がれ、月1回程度、若手を中心に演歌歌手が出演していた。
また、本番組が終了するのと入れ替わって、かつて文化放送で放送されていた「走れ!歌謡曲」に続く演歌限定の音楽番組となる「遊々ミュージック」が後に放送を開始。2021年3月まで本番組のニュースを担当していた鈴木純子がパーソナリティを務めた。

## 過去のコーナー

### アリコ耳より情報
大手保険会社アリコジャパンの社員が登場し、アリコのお勧め商品を紹介する。
一時期、諸事情によりコーナーを休止し、その後2007年1月5日より復活し、月・水・金の11:40頃にされていたが、同年3月いっぱいで終了。

### スポーツパンチ
国内外のスポーツ情報と文化放送のスポーツ番組の紹介（番組開始〜2008年3月28日まで放送。12:30前後のコーナーだった）
後継は「ニュースパンチ」内と「玉川美沙 たまなび」内「ワールドベースボールインフォメーション」に集約。
文化放送のスポーツ番組紹介は朝の「吉田照美 ソコダイジナトコ」「くにまるワイド ごぜんさま〜」「玉川美沙 たまなび」内　スポットインフォメーションに移動（※ただし、「文化放送ライオンズナイター」放送期間中のみ）。

### 信州ベリーマッチ
2005年10月〜2006年3月まで、毎週木曜の聞き耳パンチのコーナー内で放送されていた。長野県が提供スポンサー。
信州に関する情報を紹介しながら、信州ゆかりのゲストを呼んで話を聞くコーナーだった。

### カゴメ健康ラブレター
2006年4月〜7月まで、毎週水曜の聞き耳パンチのコーナー内で放送されていた。カゴメが提供スポンサー。
毎回ゲストと健康をテーマにトークを展開していた。また、カゴメの商品をリスナーにプレゼントするコーナーもあった。

### 健康とオーラルケアの話
2006年7月〜12月まで月に2回、聞き耳パンチのコーナー内で放送されていた。
オーラルケアメーカーのサンスターの社員をゲストに迎え、オーラルケアをテーマに話を聞く。
また、最後には、サンスターのオーラルケア商品の紹介も行っていた。

## 2008年8月6日〜22日の番組について
長野オリンピック以来の現地派遣リポーターに起用された寺島が北京オリンピックの取材リポーターとして、北京の文化放送特設スタジオから生放送した。
8月6日・7日・8日については、通常の番組構成で放送した。
オリンピック開幕後の8月11日以降は日本人選手の決勝競技の生中継をするために、コメンテーター陣は欠席し、「いきなりパンチ」・「コラムパンチ」・「聞き耳パンチ」も休止。
外回りリポーター（8月11日〜15日は連日Wコロン）は、オリンピックに出場している選手にゆかりのある現場からの生中継と、通常の番組構成とは異なっていた。
また、寺島の留守中、浜松町のスタジオの司会進行は月・火・金曜は水谷加奈アナ、水・木曜は遠藤里沙アナ（ただし、8月15日・18日・19日は水谷が夏休みのため、遠藤）が進行した（番組内のレギュラーコーナーも、一部変更となった。このため「ニュースパンチ」は裏送りで、ネット局向けに放送した）。

## 祝日の番組について
文化放送では「梶原しげるの本気でDONDON」の中期の頃から開始している、「キユーピー・メロディホリデー」や2003年頃より開始した「ドコモ団塊倶楽部」、さらにゴールデンウイークなど連休期間中に放送されている祝日特番や毎年大晦日に放送されている「ミュージックギフト〜音楽・地球号スペシャル」などにより、当番組は休止になるケースが多い。
また、箱根駅伝実況中継が放送される、毎年1月2日、3日に当たる平日も休止するケースが多い。かつては、元日も休止した事があった。
そのため、「明日は○○○○放送のためお休み。次回は明後日の放送です」（金曜日に当たる場合は「来週月曜は○○○○放送のためお休み。次回は来週火曜日の放送です」）などと休み前に告知している。2008年ごろまで上記の理由により、祝日・祭日のこの番組の放送は年に極わずかであった（回によっては12:00からの短縮版で放送されている）。
しかし、2009年以降は本番組を休止して特番として放送していた「ドコモ団塊倶楽部」がレギュラー番組に昇格した事や、2008年まで放送していた一部の祝日特番が諸事情により放送されなくなった事もあって、祝日にも通常通り放送される事が多くなった。